# عروس فراری (فیلم ۱۹۹۹)
عروس فراری (انگلیسی: Runaway Bride) فیلمی در ژانر کمدی رمانتیک به کارگردانی گری مارشال است که در سال ۱۹۹۹ منتشر شد.

## بازیگران
- جولیا رابرتس
- ریچارد گی‌یر
- جوآن کیوساک
- هکتور الیزوندو
- ریتا ویلسون
- پال دولی
- کریستوفر ملونی